# Warsaw (Kentucky)
Warsaw – miasto w Stanach Zjednoczonych, w stanie Kentucky, siedziba administracyjna hrabstwa Gallatin.
- Powierzchnia: 3,9 km²
- Ludność: 1 811 (2000)